# ウズルグ・フラマーダール
ウズルグ・フラマーダール (LBʾ plmtʾr,はサーサーン朝の官職で、後のイスラーム時代の大宰相に相当する。ウズルグ・フラマダールという言葉は大司令官または大司令機関という意味を持つ。

## ウズルグ・フラマダールの一覧
| 名前                                                              | 画像 | 在職期間    | 仕えた王                       | 出身               | 備考/出典                                                |
| ----------------------------------------------------------------- | ---- | ----------- | ------------------------------ | ------------------ | -------------------------------------------------------- |
| アバルサーム                                                      |      |             | アルダシール1世                |                    | [ 3 ] [ 2 ]                                              |
| ホスロー・ヤズデギルド                                            |      |             | ヤズデギルド1世                |                    | この時の役職名は「ハルマダーラー・ラッバー」。           |
| ミフル・ナルセ                                                    |      |             | ヤズデギルド1世・バハラーム5世 | スーレーン家       | このとき、ウズルグ・フラマダールの役職が創設されたとも。 |
| スーレーン・パフラブ                                              |      |             | バハラーム5世                  | スーレーン家       | ミフル・ナルセと同一人物の可能性もある。                 |
| スフラー・カーレーン                                              |      | 484年~493年 | バラーシュ・カワード1世        | カーレーン家       |                                                          |
| ボゾルグメフル （pal:ウズルグミフル・ボーフタラーン・カーレーン） |      |             | カワード1世・ホスロー1世       | カーレーン家       | スフラーの息子                                           |
| イザード・グシュナスプ                                            |      |             | ホスロー1世                    | ミフラーン家       | 弟のファリーブルズも大宰相についていた。                 |
| ヴィンドゥーヤ                                                    |      |             | ホスロー2世                    | イスパフベダーン家 |                                                          |
| ペーローズ・ホスロー                                              |      |             | カワード2世・アルダシール3世   |                    | 。                                                       |
| マーフ・アードゥル・グシュナスプ                                  |      |             | アルダシール3世                | イスパフベダーン家 | [ 8 ]                                                    |
| ファッルフ・ホルミズド                                            |      |             | ボーラーン                     | イスパフベダーン家 | 、後にホルミズド5世として即位する                        |